# Золотые Пески
Золоты́е Пески́, Зла́тни-Пя́сыци (болг. Златни пясъци) — курорт Черноморского побережья Болгарии. Расположен на территории национального парка в восемнадцати километрах к северо-востоку от центра Варны. Освоение курорта началось в 1957 году.
Зима на курорте мягкая (средняя температура января 4 °C), лето тёплое (средняя температура июля 24,5 °C).
Ежегодно выпадает около 430 мм осадков.
Для лечения используются естественные природные факторы: морской климат, солнечный ультрафиолет, морская вода, богатая солями и микроэлементами, лечебная грязь и различные виды лекарственных растений.
На Золотых Песках имеются многочисленные санатории, отели, дома отдыха, водолечебница и др. Множество ресторанов, дискотек и других развлечений.
Достопримечательности — часовня Святого Иоанна Крестителя, скальный монастырь Аладжа (XIV век) и минеральные источники.